# Arbeidernes ungdomsfylking
Arbeidernes ungdomsfylking (förkortas AUF) är det norska Arbeiderpartiets ungdomsförbund och Norges största politiska ungdomsförbund. AUF leds sedan 2024 av Gaute Børstad Skjervø.

## Historia
Ungdomsförbundet bildades 1903 och 1927 gick det dåvarande Det Norske Arbeiderparti (DNA) och Norges socialdemokratiska arbeiderparti samman till Det Norske Arbeiderparti. Dessa två partiers ungdomsförbund gick också samman och i april 1927 bildades den nya Arbeidernes Ungdomsfylking.

## Inflytande
Ungdomsförbundet har stor påverkan på moderpartiet och många kända namn har fått sin politiska utbildning här, bland annat Jens Stoltenberg och Thorbjørn Jagland.

## Utøya – förbundsskola och kursgård

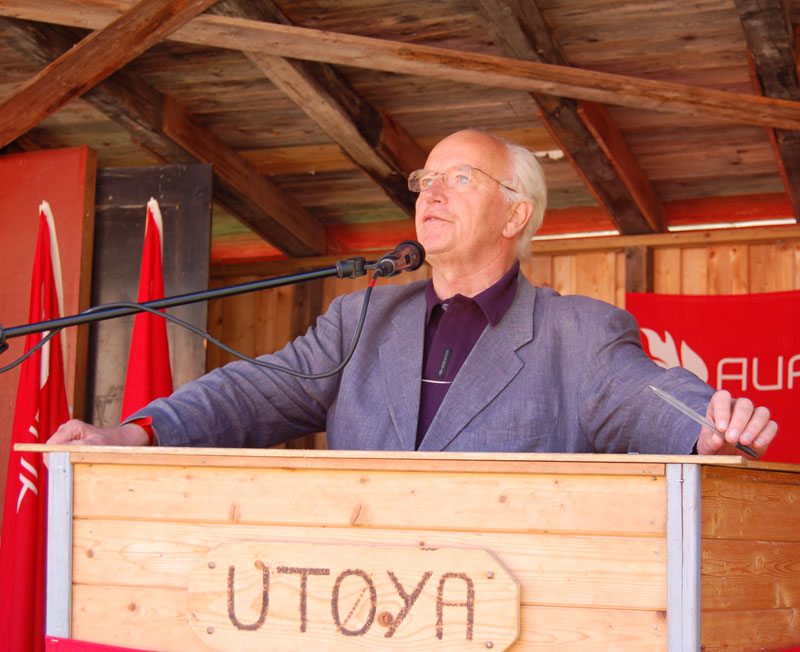
Thorvald Stoltenberg talar på AUF:s läger på Utøya 2006

På Utøya finns ungdomsförbundet AUF:s förbundsskola. Ön gavs som jubileumspresent i augusti 1950 av Oslo og Akershus faglige samorganisasjon, ett regionalt samarbetsorgan för de största norska fackliga organisationerna.

### Terrorattacken på Utøya 2011
Den 22 juli 2011 sköts 69 personer ihjäl under AUF:s sommarläger. Gärningsmannen var Anders Behring Breivik.

### Fotnoter
1. ↑  Ny ledare i AUF Läst 2. november 2024.
2. ↑  Medlemstal Läst 17. mars 2023.
3. ↑  ”Politiet nedjusterer dødstallene fra Utøya”. politi.no. Arkiverad från originalet den 23 juli 2011. https://www.webcitation.org/60OUs6TEC?url=https://www.politi.no/Kampanje_56.xhtml. Läst 25 juli 2011.